# The Edge of Glory
"The Edge of Glory" (n.đ. 'Bờ vực vinh quang') là đĩa đơn thứ ba trích từ album phòng thu thứ hai Born This Way của nữ ca sĩ-nhạc sĩ người Mỹ Lady Gaga. Ca khúc phát hành dưới dạng tải kĩ thuật số có trả phí trên iTunes vào ngày 9 tháng 5 năm 2011 và đến ngày 17 tháng 5 thì bài hát chính thức được lên sóng các đài phát thanh ở Hoa Kỳ. Cùng với "Hair", trước đó "The Edge of Glory" chỉ là một đĩa đơn quảng bá dọn đường cho album ra mắt, nhưng vì do sự thành công của ca khúc về số lượt tải cũng như thống trị nhiều bảng xếp hạng iTunes trên toàn thế giới cho nên hãng thu âm của Gaga thông báo lại rằng sẽ phát hành thêm một phiên bản đĩa CD đầy đủ tại các cửa hàng giải trí. Và từ đó, bài hát chính thức trở thành một đĩa đơn phổ biến với mọi người yêu âm nhạc.
'"The Edge of Glory" được viết bởi Lady Gaga, trợ giúp cho cô trong quá trình sáng tác và sản xuất còn có sự góp mặt của hai cộng sự quen thuộc là Fernando Garibay và DJ White Shadow. Buổi ghi âm cho bài hát diễn ra tại hai phòng thu chuyên nghiệp là The Living Room ở Oslo, Na Uy và Germano ở New York. "The Edge of Glory" là một ca khúc nhạc dance sôi động nói về khoảnh khắc cuối cùng của cuộc sống trên Trái Đất. Nguồn cảm hứng đằng sau bản nhạc này đến từ cái chết do tuổi già sức yếu của ông nội Gaga - người đã qua đời vào tháng 9 năm 2010. Nếu để ý kĩ thì từng dòng giai điệu, ngôn từ tuôn chảy trong bài hát phần lớn gợi cho người nghe hồi tưởng lại đến những tác phẩm âm nhạc của Bruce Springsteen vì có chứa một số tính chất tương tự với thể loại nhạc electro-rock, đặc biệt là các phần nhạc synthpop. Ca khúc nổi bật nhờ nhịp điệu nhanh, sôi động và sự vui tươi trái ngược với bản chất tối tăm được liên kết trong nhiều bài hát khác của album, điều đáng chú ý trong "The Edge of Glory" còn có sự kết hợp của một đoạn độc tấu saxophone được thể hiện bởi nghệ sĩ chơi kèn saxophone Clarence Clemons (từ phút 3:07) - một thành viên nổi bật của nhóm nhạc The E Street Band. Ngoài ra ca khúc còn chịu ảnh hưởng về nền nhạc pop đương đại và nhạc jazz của thập niên 1980 và 1990.
Rất nhiều nhà phê bình đã có những đánh giá tích cực cho "The Edge of Glory", họ nói rằng bài hát nổi bật như một album. Phần lớn họ đều khen ngợi đến điệp khúc của bài hát và công đoạn sản xuất âm nhạc. Nhiều người trong giới chuyên môn thì nhận xét giọng hát hay của Gaga, mô tả nó "có hồn". Ca khúc lọt được vào hàng top ten ở một số thị trường âm nhạc lớn, trong đó có Canada, Bỉ, Na Uy, Tây Ban Nha và New Zealand. Tại Hoa Kỳ, bài hát đứng vị trí thứ ba trên Billboard Hot 100, trở thành đĩa đơn thứ mười liên tiếp của Gaga nằm trong hàng top ten ở bảng xếp hạng danh giá nhất thế giới này.
Video âm nhạc minh họa cho ca khúc được bấm máy vào cuối tháng 5, đồng đạo diễn bởi Gaga và Haus of Gaga. Đây là một clip nhạc đầu tiên giản dị nhất trái ngược với nhiều công việc trước đây của Gaga. Sự khác biệt đáng kể như vậy bao gồm việc thiếu vũ đạo phức tạp, thiếu sự hỗ trợ làm nổi bật của vũ công và chính Gaga chỉ sử dụng duy nhất một bộ trang phục được thiết kế bởi Versace. Nhiều nhà phê bình khen ngợi sự đơn giản của video, trong khi một số nhà phê bình khó tính khác đã so sánh MV của "The Edge of Glory" với các tác phẩm của những thế hệ đi trước như Michael Jackson và Madonna, đặc biệt là hai bản nhạc nổi tiếng "Billie Jean" và "Papa Don't Preach".

## Bối cảnh ra đời và phát hành

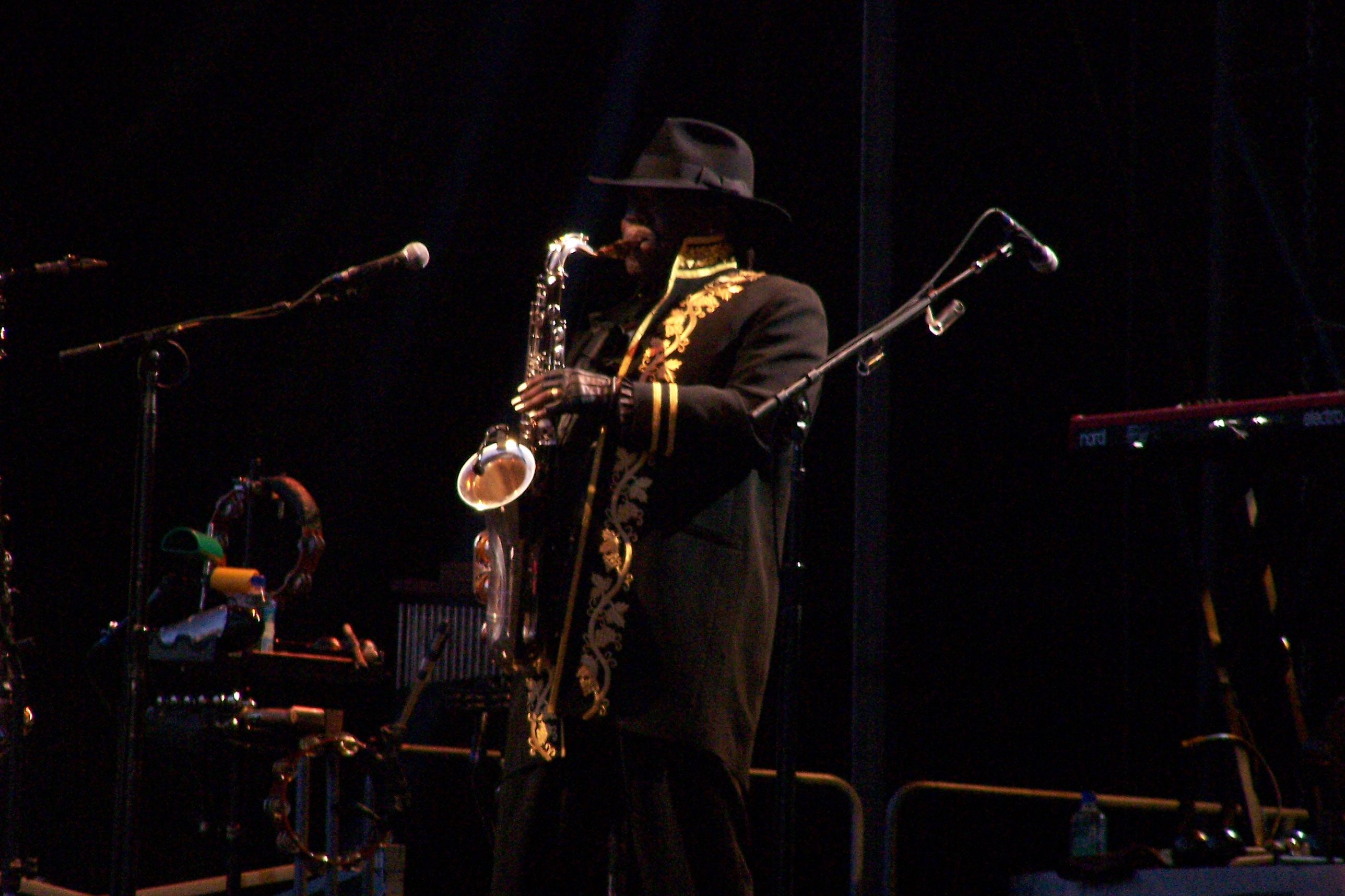
Đoạn độc tấu chơi kèn saxophone của Clemons là một điểm nhấn quan trọng trong "The Edge of Glory".

"The Edge of Glory"được sáng tác - đồng sản xuất bởi Lady Gaga, Fernando Garibay và DJ White Shadow. Bản gốc của bài hát lần đầu tiên chính thức ra mắt vào tháng 1 năm 2011. Khi đó Gaga đã nhử người hâm mộ với một bản xem trước của lời bài hát. Stephen Hill - một thành viên lập trình âm nhạc VP của BET, đã theo đuôi (một thuật ngữ sử dụng trong twitter) và đánh dấu quan tâm đối với ca khúc này bằng một đoạn tweet. Hill đánh giá bài hát thật "điên rồ" và "phi thường" khi lần đầu tiên được nghe. Nhiều thông tin khác liên quan đến "The Edge of Glory" được Gaga tiết lộ trong một cuộc phỏng vấn với Google. Cô cho biết rằng ca khúc nói về "giây phút cuối cùng bạn tồn tại trên Trái Đất, khoảnh khắc của sự thật, khoảnh khắc trước khi bạn rời khỏi Trái Đất." Cũng trong cuộc phỏng vấn này, Gaga nói rằng cô đã viết "The Edge of Glory" sau cái chết của ông nội mình:

"Một trong những bài hát của album và đó thực sự là một trong những bản nhạc yêu thích của tôi, tên gọi của nó là "Edge of Glory". Đó là một câu chuyện buồn. Xin lỗi đến người đã khuất. Nhưng ông nội tôi mất khoảng năm tháng trước, cha và tôi đã nói lời từ biệt với ông tại bệnh viện. Tôi rót vài cốc rượu tequila, cha ngồi cạnh tôi bên cây đàn piano rồi chúng tôi bắt đầu uống với nhau từng cốc một. Tôi viết "Edge of Glory" trong tiếng đàn piano, cha và tôi bắt đầu rơi nước mắt. Bài hát nói về giây phút cuối cùng bạn tồn tại trên Trái Đất, khoảnh khắc của sự thật và bến bờ vinh quang chính là thời điểm ngay trước khi bạn lìa xa thế giới này. Vì thế ca khúc có thể chơi bằng đàn piano nhưng thực sự thì nó hợp với thể loại techno-rock, nhịp điệu kiểu springsteen hơn cả. Clarence Clemons từ nhóm nhạc E Street Band đã nhận lời mời của tôi và ông chơi kèn saxophone trên nền nhạc của bài hát. Thật sự nó rất hay." 

Hình ảnh một Lady Gaga dịu dàng trong đoạn video quảng cáo trình duyệt Google Chrome.

Trên tài khoản twitter, Gaga đã xác nhận những tin tức trong ngày trước khi phát hành dự kiến và cũng tiết lộ bìa ảnh cho đĩa đơn quảng cáo. Ca khúc được dùng làm bài hát đầu tiên trong "Countdown to Born This Way" quảng cáo trên iTunes Store, nhưng do sự thành công nhanh chóng của bài hát nên sau đó được xác nhận lại là đĩa đơn chính thức thứ ba từ album. Đĩa đơn quảng cáo đầu tiên của album được phát hành vào ngày 16 tháng 5 có tựa đề là "Hair". Bài hát đồng thời cũng được sử dụng làm nhạc nền trong một video quảng cáo giới thiệu phần mềm lướt web của Google Chrome, những người hâm mộ của Lady Gaga bắt đầu tải lên YouTube hàng trăm clip thể hiện cảnh họ nhảy và hát theo lời ca khúc sau khi cô đã gửi thông điệp lên trang web chính thức yêu cầu họ gửi thêm video để thực hiện dự án. Những clip cover này được biên tập viên của google lựa chọn và chỉnh sửa lại - đây cũng là một trong những màn quảng cáo tạo tiếng vang cho album Born This Way trước khi ra mắt.

## Sáng tác
"The Edge of Glory" là một ca khúc thuộc thể loại nhạc dance-pop, phần giai điệu có sử dụng đoạn độc tấu saxophone. Bài hát được viết bởi Lady Gaga, Fernando Garibay, DJ White Shadow và được phối khí tại phòng thu Germano ở New York. Trong một cuộc phỏng vấn với NME, Gaga bày tỏ niềm tâm sự: "Tôi thường không hài lòng với những gì mình tạo ra. Mặc dù vậy nhưng tôi vẫn dám nói với bạn rằng The Edge of Glory là một kiệt tác nhạc pop, khi tất cả được nói ra và kết thúc, sẽ có những điều tôi sợ hãi, và mỗi lần ca khúc này cất lên tôi đều có thể lắng nghe được những lời nói đó". Bài hát mở đầu với giọng của Gaga do đàn keyboard điện tử hóa, sau đó cô hát "I need a man who thinks it's right when it's so wrong/ Tonight, yeah, baby/ Right on the limits where we know where we both belong tonight." (tạm dịch: Em cần một người đàn ông có thể dẫn lối cho em dẫu cho điều đó có trái sự thật/ Đêm nay, cưng à/ Kể cả khi đứng giữa những giới hạn sinh tử/ Chúng ta sẽ vẫn sống trọn cuộc đời mình trong đêm nay.")
Sau đoạn đầu, cô chuyển sang phần điệp khúc và hát "I'm on the edge of glory/ And I'm hangin' on a moment of truth/ I'm on the edge of glory/ And I'm hangin' on a moment with you/ I'm on the edge..." (tạm dịch: Em đang đứng trên bờ vực của chốn vinh quang này/ Và em đang níu giữ vào khoảnh khắc đó một sự thật/ Em đang ở bến bờ vinh quang/ Và em đang giữ chặt giây phút ở cạnh anh/ Em vẫn hiện diện trước ngưỡng cửa bờ vực ấy...) Đến giữa bản nhạc, Gaga cất tiếng hát với câu "I'm on the edge with you", Clarence Clemons bắt đầu sử dụng đoạn độc tấu saxophone và ông tiếp tục chơi kèn đến cuối bài hát. Theo Jocelyn Vena của MTV News, ca khúc có "ít chất nhạc điện tử hơn và là một ca khúc pop rõ ràng", thể hiện một khía cạnh "mềm mại hơn" của album, so sánh với những đĩa đơn trước đó vốn "khó nghe và có nhiều âm thanh điện tử". Theo bản nhạc được xuất bản bởi Sony/ATV Music Publishing, "The Edge of Glory" được viết theo nhịp 4/4 và tốc độ là 120 phách trong một phút. Ca khúc được sáng tác bằng giọng La trưởng với trình tự hợp âm cơ bản là A–E–D, trong khi đó giọng hát của Gaga kéo dài từ nốt La3 đến nốt Rê5. Lời bài hát của ca khúc nói về "giây phút cuối cùng của bạn trên Trái Đất, khoảnh khắc của sự thật, khoảnh khắc trước lúc bạn lìa xa Trái Đất" theo như lời của Gaga.

## Danh sách ca khúc và định dạng
- Tải kỹ thuật số[18]

1. "The Edge of Glory" - 5:20

- Đĩa đơn CD[19]

1. "The Edge of Glory" (Chỉnh sửa trên Radio) - 4:20
2. "The Edge of Glory" (Cahill Club phối) - 7:26

- The Edge of Glory - The Remixes[20]

1. "The Edge of Glory" (Sultan & Ned Shepard phối lại) - 6:34
2. "The Edge of Glory" (Funkagenda phối lại) - 7:53
3. "The Edge of Glory" (Bare Noize phối lại) - 3:48
4. "The Edge of Glory" (Porter Robinson phối lại) - 6:40
5. "The Edge of Glory" (Cahill Club phối) - 7:27
6. "The Edge of Glory" (Foster the People phối lại) - 6:10

## Đội ngũ sản xuất
- Lady Gaga – ca sĩ, nhạc sĩ, nhà sản xuất, đàn keyboard điện tử và hát bè
- Fernando Garibay – nhạc sĩ, nhà sản xuất, lập trình và đàn keyboard điện tử
- DJ White Shadow – nhạc sĩ và lập trình thêm trống điện tử
- Kareem "Jesus" Devlin – guitar
- Clarence Clemons – saxophone
- Dave Russell – ghi âm, phối khí
- George Tandero – trợ lý ghi âm
- Ken Knapstad – trợ lý ghi âm
- Bill Malina – kỹ thuật bổ sung
- Kenta Yonesaka – trợ lý phối nhạc
- Kevin Porter – trợ lý phối nhạc
- Al Carlson – trợ lý phối nhạc
- Gene Grimaldi – người quản lý

Những công đoạn sản xuất trên được lấy từ phần ghi chú nhỏ ở album Born This Way.

## Xếp hạng và chứng nhận doanh số
| Bảng xếp hạng (2011)             | Vị trí cao nhất |
| -------------------------------- | --------------- |
| Australian Singles Chart         | 2               |
| Austrian Singles Chart           | 3               |
| Belgian Singles Chart (Flanders) | 6               |
| Belgian Singles Chart (Wallonia) | 2               |
| Canadian Hot 100                 | 3               |
| Croatian Airplay Radio Chart     | 6               |
| Czech Airplay Chart              | 7               |
| Danish Singles Chart             | 8               |
| Dutch Top 40                     | 36              |
| Finnish Singles Chart            | 14              |
| French Singles Chart             | 7               |
| German Singles Chart             | 3               |
| Hungarian Singles Chart          | 6               |
| Irish Singles Chart              | 4               |
| Israeli Airplay Chart            | 3               |
| Italian Singles Chart            | 2               |
| Japan Hot 100                    | 8               |
| New Zealand Singles Chart        | 3               |
| Norwegian Singles Chart          | 2               |
| Scottish Singles Chart           | 2               |
| Slovak Airplay Chart             | 1               |
| South Korean Singles Chart       | 1               |
| Spanish Singles Chart.           | 5               |
| Swedish Singles Chart            | 19              |
| Swiss Singles Chart              | 10              |
| UK Singles Chart                 | 6               |
| Billboard Hot 100                | 3               |
| Adult Contemporary               | 7               |
| Adult Pop Songs                  | 2               |
| Hot Dance Club Songs             | 1               |
| Latin Pop Songs                  | 23              |
| Pop Songs                        | 3               |
| Bảng xếp hạng (2012)             | Vị trí cao nhất |
| UK Singles Chart                 | 88              |

| Quốc gia    | Chứng nhận    |
| ----------- | ------------- |
| Úc          | 2× Bạch kim   |
| Đan Mạch    | Vàng          |
| Ý           | Bạch kim      |
| Nhật        | Vàng (chuông) |
| Nhật        | Vàng (chờ)    |
| New Zealand | Vàng          |
| Thụy Sĩ     | Vàng          |

| Bảng xếp hạng (2011)         | Vị trí |
| ---------------------------- | ------ |
| Australian Singles Chart     | 39     |
| Austrian Singles Chart       | 38     |
| Canadian Hot 100             | 14     |
| Croatian Airplay Radio Chart | 11     |
| French Singles Chart         | 87     |
| German Singles Chart         | 27     |
| Hungarian Airplay Chart      | 24     |
| Japan Hot 100                | 36     |
| Swiss Singles Chart          | 54     |
| UK Singles Chart             | 27     |
| Billboard Hot 100            | 29     |
| Adult Contemporary           | 17     |
| Adult Pop Songs              | 15     |
| Hot Dance Club Songs         | 37     |
| Pop Songs                    | 21     |

## Lịch sử phát hành
| Quốc gia | Ngày phát hành   | Định dạng                  |
| -------- | ---------------- | -------------------------- |
| Hoa Kỳ   | 9 tháng 5, 2011  | Tải kỹ thuật số            |
| Anh Quốc | 9 tháng 5, 2011  | Tải kỹ thuật số            |
| Hàn Quốc | 10 tháng 5, 2011 | Tải kỹ thuật số            |
| Ý        | 13 tháng 5, 2011 | Đài phát thanh             |
| Hoa Kỳ   | 17 tháng 5, 2011 | Mainstream radio           |
| Đức      | 8 tháng 7, 2011  | Đĩa đơn CD                 |
| Italy    | 12 tháng 7, 2011 | Đĩa đơn CD                 |
| Hoa Kỳ   | 12 tháng 7, 2011 | Tải kỹ thuật số - Phối lại |
| Anh Quốc | 18 tháng 7, 2011 | Đĩa đơn CD                 |
| Ba Lan   | 22 tháng 7, 2011 | Đĩa đơn CD                 |
| Đài Loan | 22 tháng 7, 2011 | Đĩa đơn CD                 |